# اسید لینولئیک مزدوج

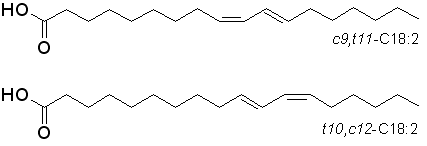
اسید لینولئیک

اسید لینولئیک مزدوج (سی‌ال‌ای) (به انگلیسی: Conjugated linoleic acid (CLA)) یک  اسید چرب و یک ایزومر از خانواده لینولئیک اسید می‌باشد که بیشتر در گوشت و فرآورده‌های لبنی نشخوارکنندگان یافت می‌شود.
سی‌ال‌ای دارای تغییری جزئی در ساختار مولکولی به دلیل تغییر در وظایف مواد غذایی می‌باشد. این یکی از اسیدهای چربی آزاد می‌باشد که به‌طور طبیعی در گوشت و مواد لبنی وجود دارد و توسط بدن تولید نمی‌گردد بنابراین باید از طریق رژیم غذایی تأمین شود. سی‌ال‌ای برای اولین بار در سال ۱۹۷۸ توسط مایکل پاریزا و در حین مطالعه عصاره گوشت در دانشگاه ویسکانسین مادیسون کشف شد. تونالین سی‌ال‌ای (نسخه صنعتی) یکی از برترین مکمل‌های سی‌ال‌ای می‌باشد و از روغن کافشه تهیه می‌شود که منبع مناسبی از لینولئیک اسید می‌باشد. این محصول اولین محصول پرفروش جهان بوده و تحقیقات بسیاری بر روی آن انجام گرفته شده‌است.

## مزایای سی‌ال‌ای
- ترکیب بندی بدن را با کاهش چربی بدن و نگهداری حجم ماهیچه‌ای تغییر می‌دهد.

سی‌ال‌ای این کار را به چهار طریق انجام می‌دهد:
- کاهش میزان چربی ذخیره شده بعد از غذا خوردن
- افزایش تجزیه چربی در سلول‌های چربی
- افزایش میزان متابولیسم چربی
- کاهش تعداد سلول‌های چربی در بدن

این یکی از دلایل اصلی برای خرید سی‌ال‌ای توسط افراد می‌باشد زیرا یکی از محصولات چربی سوز بدون کافئین می‌باشد. این محصول همانند محصولات دارای کافئین عمل نمی‌کند و بنابراین بسیاری از افراد از این محصول برای سوزاندن چربی‌ها و رسیدن سریع به نتایج استفاده می‌کنند.

## سی‌ال‌ای
بیش از ۶۰۰ مطالعه بر روی سی‌ال‌ای‌ها در طی ۲۵ سال اخیر انجام شده‌است و ذکر همه آن‌ها امکان‌پذیر نمی‌باشد، بنابراین در اینجا به چند مورد از آنها اشاره می‌کنیم.
اسید لینولئیک کونژوگه چربی بدن را در افرادی که ورزش می‌کنند کاهش می‌دهد.

## مؤسسه: مجله تحقیقات پزشکی بین‌المللی
- افراد داوطلب سی‌ال‌ای یا نمونه دارونما را به مدت ۳ ماه دریافت کردند و از آ‌نها خواسته شده که هیچ تغییر در روش زندگی و رژیم غذایی خود در این مدت اعمال نکنند.
- نتایج: گروهی که از سی‌ال‌ای استفاده کرده بودند به میزان قابل توجهی و در حدود ۱۷ الی ۲۱٫۳ درصد کاهش چربی داشتند و وزن آن‌ها نیز کاهش پیدا کرده بود (از ۶۹٫۶ به ۶۸٫۹ کیلوگرم).

سی‌ال‌ای بافت چربی شکمی در مردان چاق میانسال دارای علایم سندرم متابولیک را کاهش می‌دهد: آزمایش کنترل تصادفی.

## مؤسسه: مجله بین‌المللی چاقی
- افراد داوطلب سی‌ال‌ای یا نمونه دارونما( placebo) را به مدت ۴ هفته دریافت کردند و تغییری را در شیوه زندگی و رژیم غذای خود اعمال نکردند.
- نتایج: گروهی که از سی‌ال‌ای استفاده کرده بودند قطر کمر خود را کاهش داده بودند و این کاهش در حدود یک اینچ بود.

استفاده از لینولئیک اسید به مدت یکسال حجم چربی بدن را در افراد سالم دارای اضافه وزن کاهش می‌دهد.

### مؤسسه: مؤسسه آمریکایی تغذیه بالینی
- افراد چاق سی‌ال‌ای و گروه دیگری نمونه دارونمایی را روزانه به مدت ۱ سال استفاده کردند.
- نتایج: میانگین چربی بدن در گروهی که از سی‌ال‌ای استفاده کرده بودند ۶٫۹ تا ۸٫۷ درصد کمتر از افرادی بود که از نمونه بی‌تاثیر استفاده کرده بودند. استفاده طولانی مدت از مکمل سی‌ال‌ای حجم چربی بدن در افراد دارای اضافه وزن را کاهش می‌دهد.

استفاده از مکمل سی‌ال‌ای به مدت ۲۴ ماه نتایج مناسبی داشته و حجم چربی بدن را در افراد دارای اضافه وزن کاهش می‌دهد.

### مؤسسه: مجله تغذیه
- در ادامه دوره استفاده یک ساله از مکمل این مطالعه انجام گرفت. افراد دارای اضافه وزن روزانه سی‌ال‌ای دریافت کردند.
- نتایج: افرادی که در سال اول مطالعه چربی از دست داده بودند، سال دوم را نیز بدون چربی ادامه دادند و گروهی که در سال اول از نمونه دارونما استفاده می‌کردند از سی‌ال‌ای استفاده کردند و چربی قابل توجهی را از دست دادند. میزان لپتین در طول دوره بیش از ۲۰ درصد کاهش یافت. استفاده طولانی مدت از مکمل سی‌ال‌ای به مدت ۲۴ ماه عواقبی در پی نداشت.

## تأثیر مکمل‌های سی‌ال‌ای در طی تمرینات مقاومتی
مؤسسه: کالج آمریکایی پزشکی ورزشی (۲۰۰۶)
توضیح: زنان و مردان سالم در سی‌ال‌ای یا نمونه دارونمای آن را در ورزش‌های مقاومتی به مدت ۷ هفته استفاده کردند. اندازه‌گیری‌ها قبل و بعد از اتمام مطالعه شامل وزن بدن، درصد چربی بدن، حجم چربی بدن و ضخامت ماهیچه‌ها بود.
نتایج: بعد از ۷ هفته، گروهی که از سی‌ال‌ای استفاده کرده بودند دارای افزایش حجم ماهیچه و کاهش چربی بودند. علاوه بر این، RMR نیز در گروهی که از سی‌ال‌ای استفاده کرده بودند ثابت بود ولی RMR در گروهی که از نمونه دارونما استفاده کرده بودند کاهش یافته بود.

## نقش سی‌ال‌ای در کاهش چربی بدن و جلوگیری از اضافه وزن در تعطیلات
مؤسسه: مجله بین‌المللی چاقی (۲۰۰۶)
توضیح: ۴۰ زن و مرد سالم و دارای اضافه وزن در سنین ۱۸–۴۴ سال با شاخص حجمی ۲۵–۳۰ کیلوگرم بر متر مربع از سی‌ال‌ای یا نمونه دارونمای آن به مدت ۶ ماه استفاده کردند. وزن بدن به صورت ماهانه قبل از فصل تعطیلات (آگوست ـ دسامبر)، فصل تعطیلات (نوامبرـ دسامبر) و بعد از تعطیلات (ژانویه ـ مارس) اندازه‌گیری شد.
نتایج: در مقایسه با گروهی که از سی‌ال‌ای استفاده کرده بودند، گروهی که از دارونما استفاده کرده بودند در طی فصل تعطیلات افزایش وزن قابل توجهی داشتند. در گروه دارونما، تغییر وزن در تعطیلات بیشتر از دوره پیش از تعطیلات بود. تغییر در ترکیب‌بندی بدن در طی دوره شش‌ماهه در استفاده از سی‌ال‌ای بسیار خوب بود و چربی بدن به‌طور قابل توجهی کاهش یافته بود.
سی‌ال‌ای ابتدا در دهه ۹۰ به عنوان مکمل ارائه شد اما از فروش خوبی برخوردار نبود. این مطالعات نشانگر تفکر فعلی در مورد سی‌ال‌ای می باشد و به افراد کمک می‌کند تا به دلیل محبوبیت کنونی آن پی ببرند.

## محصولات سی‌ال‌ای و میزان مصرف
سی‌ال‌ای در دو حالت مستقل و محصولات فرمولی ارائه می‌شود. اگرچه برند تونالین مشهور می‌باشد اما تمام محصولات سی‌ال‌ای را این تولیدکننده تأمین نمی‌کند. کلارینول نیز یکی دیگر از شرکت‌های تولیدکننده می‌باشد ولی این محصول منبع طبیعی محصول را ذکر نکرده‌است. محصولات دیگر سی‌ال‌ای حاصل از روغن کافشه می‌باشند. در برخی از موارد، منبع بر روی برچسب نیز ذکر نشده‌است؛ بنابراین زمانی که تصمیم به خریداری گرفتید، مطالعه برچسب ضروری می‌باشد و سعی کنید از نمونه‌های مشهور آن خریداری نمایید. من به شما پیشنهاد می‌کنم قبل از خرید تحقیقاتی را بر روی دو برند مشهور انجام دهید تا انتخاب درستی داشته باشید. در میان محصولات فرمولی، سی‌ال‌ای معمولاً بخشی از ترکیبات چربی‌های سالم می‌باشد که برای چربی سوزی به کار برده می‌شوند. مجموعه از محصولات وجود دارند که بر این اساس ساخته شده‌اند اما در مورد عملکرد آن‌ها اطلاعاتی موجود نمی‌باشد. بسیاری از افراد نیز از سی‌ال‌ای به منظور خودداری از کافئین استفاده می‌کنند.
سی‌ال‌ای معمولاً به صورت کپسول‌های ژله‌ای عرضه می‌شود و در محصولات فرمولی به صورت پودر به‌کار رفته‌است. میزان مصرف آن ۱–۲ تا سه بار در روز می‌باشد و قدرت آن از ۱٬۰۰۰ میلی‌گرم تا ۱٬۳۰۰ میلی‌گرم در هر کپسول ژله‌ای متغیر می‌باشد. طبق معمول، مطالعه بر چسب ضروری بوده و پیروی از دستورالعمل موجود توصیه می‌شود.